# Expulsió dels mercaders del Temple

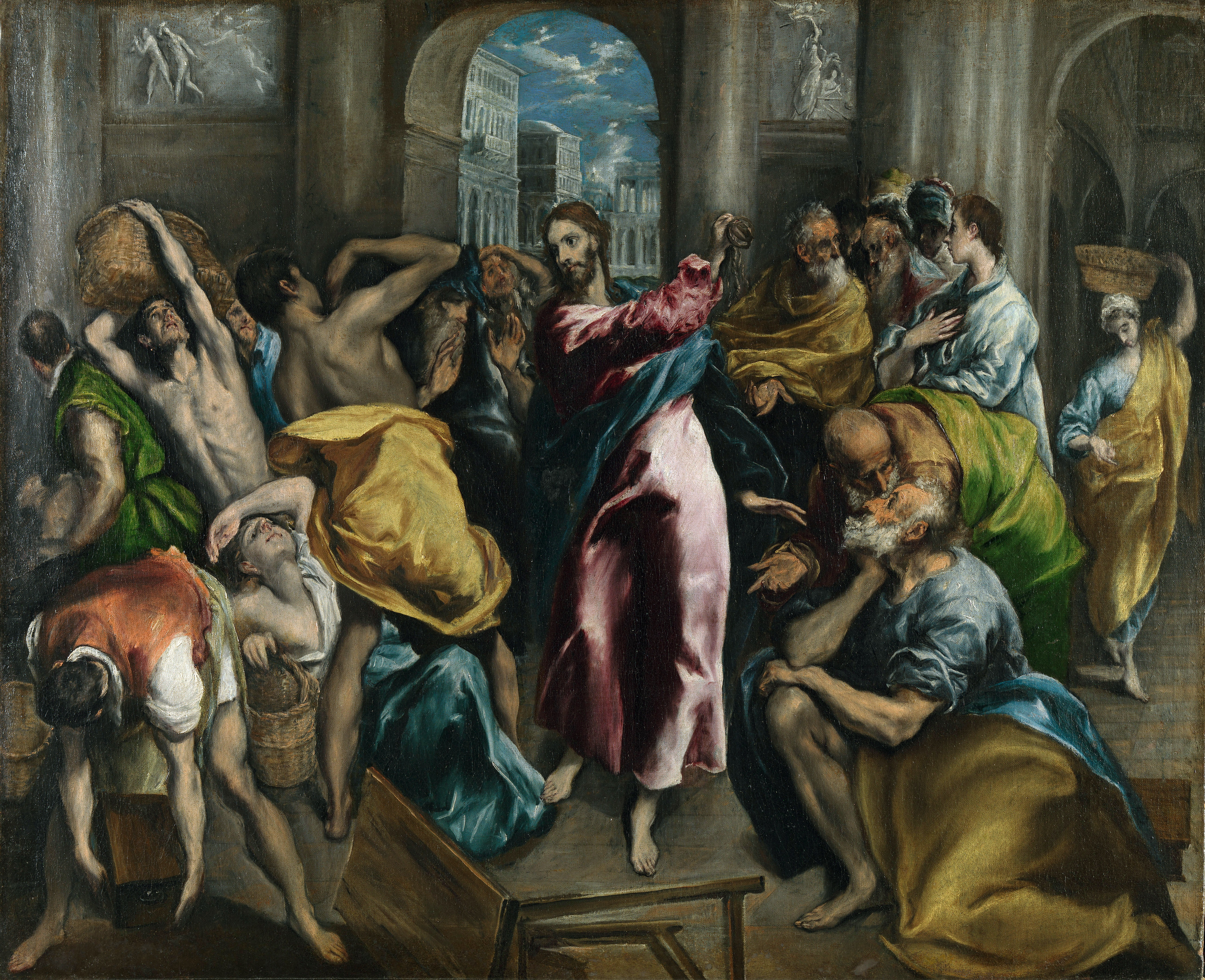
Representació del passatge per El Greco

L'expulsió dels mercaders del Temple és un passatge de la vida de Jesús que apareix als Evangelis (Mt, 21:12; Mc, 11:15; Lc, 19:45 i Jn, 2:13) i narra com Jesús va foragitar del Temple de Jerusalem els canvistes i els mercaders que venien allà animals i objectes per als sacrificis rituals, en un intent de purificar el recinte sagrat.
El passatge destaca per la separació explícita que es fa dels diners i de la religió, atès que el mateix Crist condemna treure benefici de la fe o les devocions. Aquesta escena és un tema molt freqüentat en l'art.